# Iglú

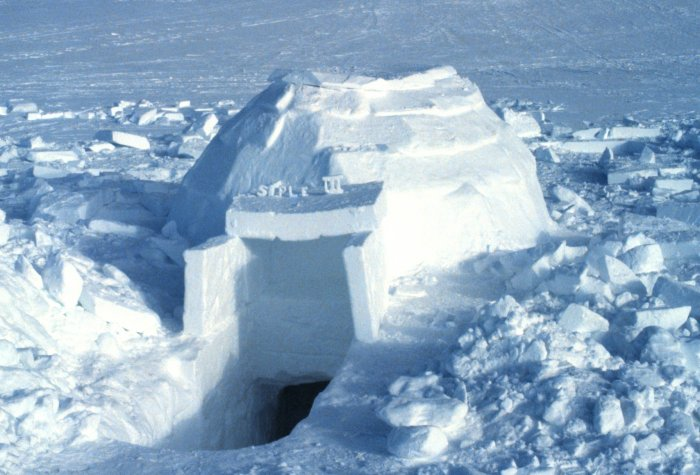
Un iglú encara no acabat

Un iglú (en inuktitut iglu, 'casa') és un tipus de refugi construït amb neu, normalment construït quan la neu és dura. Encara que els iglús s'associen sovint amb tots els inuit, tradicionalment només els feien servir la gent de l'Àrtida central del Canadà i la zona de Thule de Groenlàndia. Altres inuit acostumaven a utilitzar la neu per aïllar les seves cases, que estaven construïdes amb os de balena i pells. La neu s'utilitza perquè les bosses d'aire que hi estan atrapades la converteixen en un aïllant. A l'exterior, les temperatures poden ser tan baixes com -45 °C (-49 °F), però a l'interior, la temperatura pot oscil·lar entre -7 i 16 °C (19 a 61 °F) quan s'escalfa només amb la calor corporal.

## Nomenclatura
La paraula inuit iglu (plural igluit) es pot utilitzar per a una casa construïda amb qualsevol material, i no es limita exclusivament a les cases de neu (anomenades específicament igluvijaq, plural igluvijait), sinó que inclou tendes de campanya tradicionals, cases de gespa, cases. construït amb fusta flotant i edificis moderns.
Diversos dialectes de l'Àrtida canadenca (Siglitun, Inuinnaqtun, Natsilingmiutut, Kivalliq, North Baffin) utilitzen iglu per a tots els edificis, incloses les cases de neu, i és el terme utilitzat pel govern de Nunavut. Una excepció a això és el dialecte utilitzat a la regió Igloolik. Iglu s'utilitza per a altres edificis, mentre que igluvijaq, (plural igluvijait, sil·làbics en inuktitut: ᐃᒡᓗᕕᔭᖅ) s'utilitza específicament per a una casa de neu. Fora de la cultura inuit, però, els iglús es refereixen exclusivament als refugis construïts amb blocs de neu compactada, generalment en forma de cúpula.

## Història

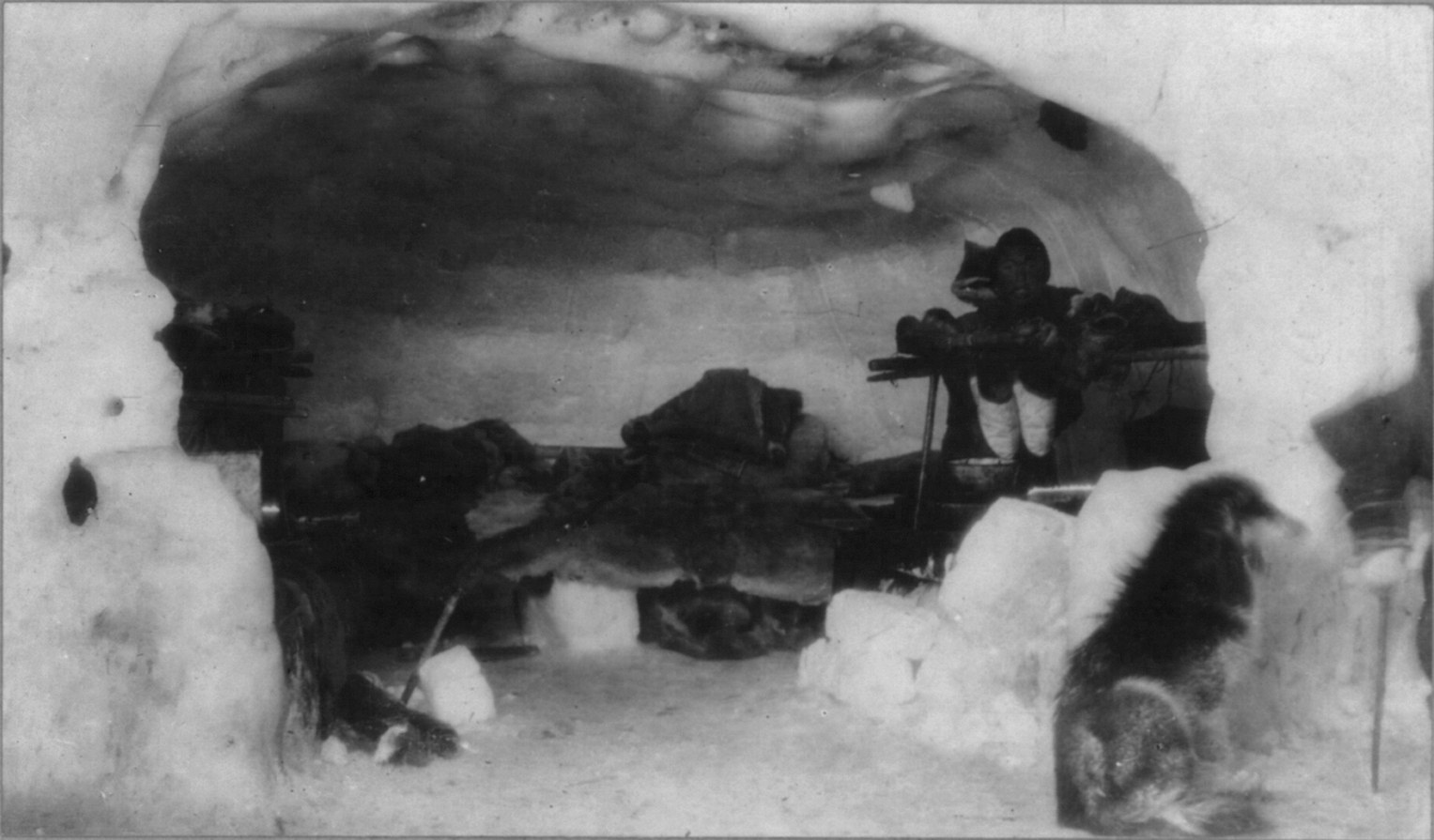
Interior d'un iglú

L'iglú com a casa feta de neu sovint era un allotjament senzill i de ràpida construcció, però també s'utilitzava com a habitatge durant períodes més llargs. Hi havia assentaments hivernals d'iglús a l'Àrtida central. Aquests iglús, de fins a set metres de diàmetre, van estar llavors habitats durant mesos. La majoria de les vegades, però, els iglús es van construir com a allotjaments de construcció ràpida per a sortides de caça o excursions. Dues persones amb experiència només necessiten una hora de temps de construcció.
Amb algunes excepcions, totes les cases tradicionals esquimals han servit com a apartaments des dels anys 50. Avui dia la majoria viu en cases d'assentament i durant l'hivern fan estades al camp en barraques de fusta (anomenades. "Cabines").
Encara avui dia, els esquimals utilitzen l'iglú com a refugi, per exemple quan els sorprenen els canvis de temps sobtats en una sortida de caça. Aquest propòsit, que encara és important a l'Àrtida, és també el motiu pel qual també s'ensenya fins a cert punt la construcció d'iglús a les escoles. en alguns assentaments, per exemple a Pond Inlet, dormir en un iglú ara també s'ofereix com a atracció turística.

## Mètodes de construcció
Els iglús de neu no són esfèrics, sinó que estan construïts en una corba catenària, una forma que s'assembla més a un paraboloide. Si les parets són de gruix i densitat uniformes, l'esforç de compressió màxim a la base d'un paraboloide és
{\displaystyle \mathrm {S} \alpha ={\frac {\gamma \mathrm {d} ^{2}}{24h}}\cdot {\frac {1+\cos \alpha +\cos ^{2}\alpha }{(1+\cos \alpha )\cos ^{2}\alpha }},}
on {\displaystyle \mathrm {d} } és el diàmetre a la base, {\displaystyle h} és l'alçada, {\displaystyle \gamma } és el pes unitari de la neu, i {\displaystyle \alpha =\arctan(4h/\mathrm {d} )}.
Com que la tensió és una força per unitat d'àrea, si les parets són de gruix uniforme, la tensió de compressió és independent del gruix de la paret; parets més gruixudes proporcionen un millor aïllament però no enforteixen l'estructura a causa del pes afegit.
Utilitzant aquesta forma, les tensions de la neu a mesura que envelleix i es comprimeixin tenen menys probabilitats de provocar que es deformi perquè en un paraboloide les pressions estan més a prop de ser exclusivament compressives. Els maons de neu individuals comencen a 4 cares i es tallen del terra amb serres i fulles semblants a un matxet, però sovint es tallen en formes de 5 o 6 cares per augmentar l'enclavament estructural. Els iglús s'escurcen gradualment amb el temps a causa de la fluïdesa compressiva de la neu.

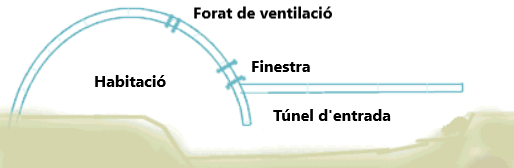

La neu utilitzada per construir un iglú ha de tenir la força estructural suficient per tallar-la i apilar-la adequadament. La millor neu per a aquesta finalitat és la que ha estat bufada pel vent, que pot servir per compactar i entrellaçar els cristalls de gel; la neu que s'ha assentat suaument a terra en temps quiet no és útil. El forat que queda a la neu on es tallen els blocs s'utilitza normalment com a meitat inferior del refugi. Les propietats aïllants de la neu permeten que l'interior de l'iglú es mantingui relativament calent. Els iglús utilitzats com a refugis d'hivern tenien llits fets de neu solta i pells de caribú. De vegades, es construeix un túnel curt a l'entrada, creant un espai intermedi o de transició per reduir la pèrdua de calor i reduir l'efecte del vent exterior quan s'obre la porta. Aquest forat també es pot col·locar amb forma d'U per tal d'aïllar encara més l'interior de l'exterior i conservar-ne la calor. Com a porta es poden utilitzar pells d'animals o un bloc de neu.
La plataforma per dormir és una zona elevada. Com que l'aire més càlid s'eleva i l'aire més fresc baixa, la zona d'entrada agafa aquest aire, mentre que la zona de dormir conté la calor generada per una estufa, llum, calor corporal o un altre dispositiu.
Els inuits centrals, especialment els que hi ha al voltant de l'Estret de Davis, revesteixen la zona d'estar amb pell, fet que pot augmentar la temperatura d'uns 2 °C (36 °F) a 10-20 °C (50-68 °F).
Arquitectònicament, l'iglú és únic perquè és una cúpula que es pot aixecar a partir de blocs independents recolzats els uns sobre els altres i polir per adaptar-se sense una estructura de suport addicional durant la construcció. Un iglú que es construeixi correctament pot suportar el pes d'una persona.
Tradicionalment, un iglú es podria consolidar deliberadament immediatament després de la construcció fent una gran flama amb un kudlik (qulliq, llum de pedra), fent breument l'interior molt calent, cosa que fa que les parets es fonguin lleugerament i s'assentin. La calor corporal també és adequada, però és més lenta. Aquesta fusió i congelació crea una capa de gel que incrementa la força estructural de l'iglú.

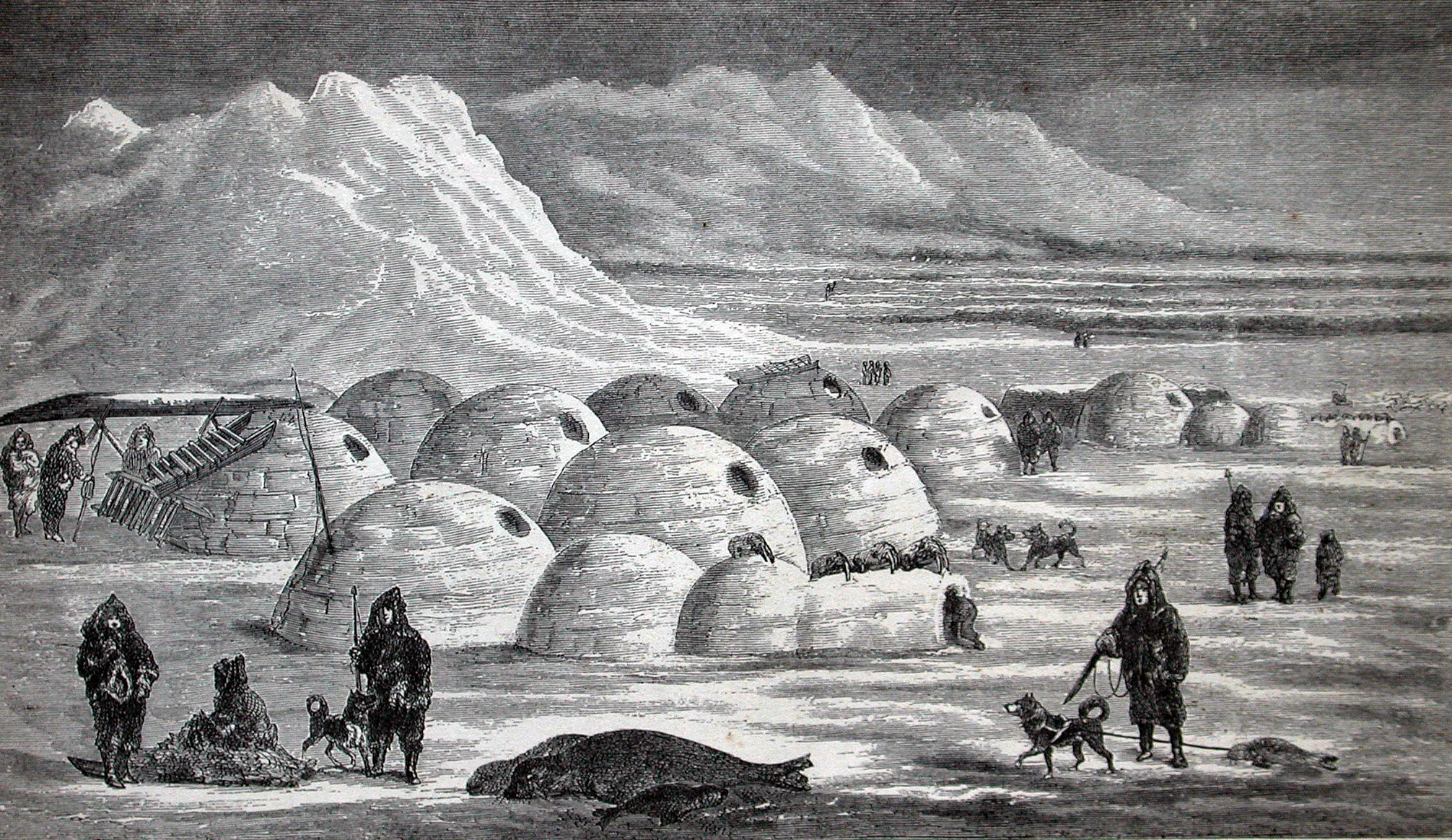
Poble inuit a prop de Frobisher Bay, 1865

Per evitar el cúmul de gasos nocius a l'ésser humà, ha de tenir un orifici raonablement gran en la part superior (no en la cúspide) de la construcció, que servirà per a l'evacuació d'aquests gasos. Addicionalment, pot col·locar-se una petita finestra sobre la porta, la qual pot servir per donar visibilitat i per a ventilació addicional si les condicions climàtiques ho permeten.

## Tipus d'iglú
Hi ha tres tipus tradicionals d'iglús, tots de diferents mides i utilitzats per a diferents finalitats.
- Els més petits es construeixen com a refugis temporals, normalment només s'utilitzen durant una o dues nits per tant són més fàcils de construir. En rares ocasions, aquests es construeixen i s'utilitzen durant les sortides de caça, sovint sobre gel marí obert.
- Els iglús de mida mitjana eren per a habitatge familiar semipermanent. Normalment es tractava d'un habitatge d'una sola habitació que allotjava una o dues famílies. Sovint n'hi havia diversos en una petita àrea, que formaven un poble inuit.
- Els iglús més grans es construïen normalment en grups de dos. Un dels edificis era una estructura provisional construïda per a ocasions especials, l'altre construït a prop per viure. Aquests podrien haver tingut fins a cinc habitacions i acollir fins a 20 persones. Un iglú gran podria haver estat construït a partir de diversos iglús més petits units pels seus túnels, donant accés comú a l'exterior. S'utilitzaven per celebrar festes comunitàries i balls tradicionals.

## Variants en l'ús

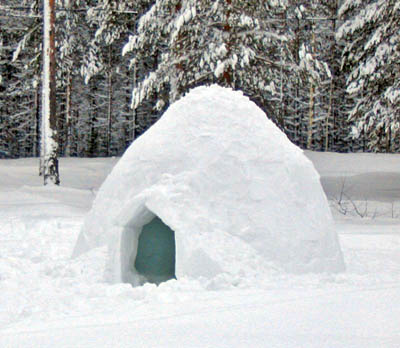
Iglú provisional (realment, un quinzee) fet a Finlàndia. Observeu la construcció diferent de la porta i la fragilitat evident en l'estructura.

A més de servir com habitatge, els iglús també són utilitzats com a objectes de lleure en campaments hivernals i jocs en la neu. Malgrat que s'assemblen als iglus tradicionals, tenen una construcció totalment diferent. Es fa un cúmul considerable de neu sense considerar el seu tipus, excavant a l'interior del munt a manera de fer la cavitat que ha de servir d'habitatge. Aquesta mena de construcció es denomina a Canadà un quinzhee o quinzee (un mot athabascà) per diferenciar-lo d'un iglú propi que es construeix amb blocs de gel. Per descomptat, aquestes construccions són francament febles i no donen les condicions per brindar veritable abric a llarg termini. No obstant això, la construcció d'un quinzee és més ràpida i, per tant, l'hi prefereix com a refugi en una situació d'emergència.
Una altra modalitat és la construcció de l'iglú amb cartró o branques, que es cobreixen de neu i després s'en retiren l'estructura original; evidentment emmalalteix de la mateixa fragilitat que el model anterior. En qualsevol cas, sempre es recomana que es banyi amb aigua gelada l'iglú provisional, la qual cosa ho farà relliscós, evitant que algú hi pugi i ho esfondri, fet que podria resultar fatal per als ocupants temporals que quedarien soterrats per la neu.
En l'àmbit cultural, l'iglú és també un símbol de neu, gel i esquimals. Territoris com Nunavut (Canadà) ho han adoptat com a part del seu escut, donant-li una rellevància cultural important.

## Galeria

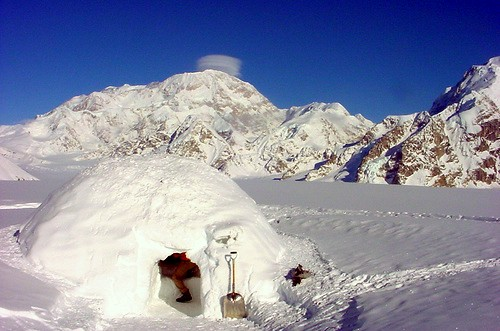

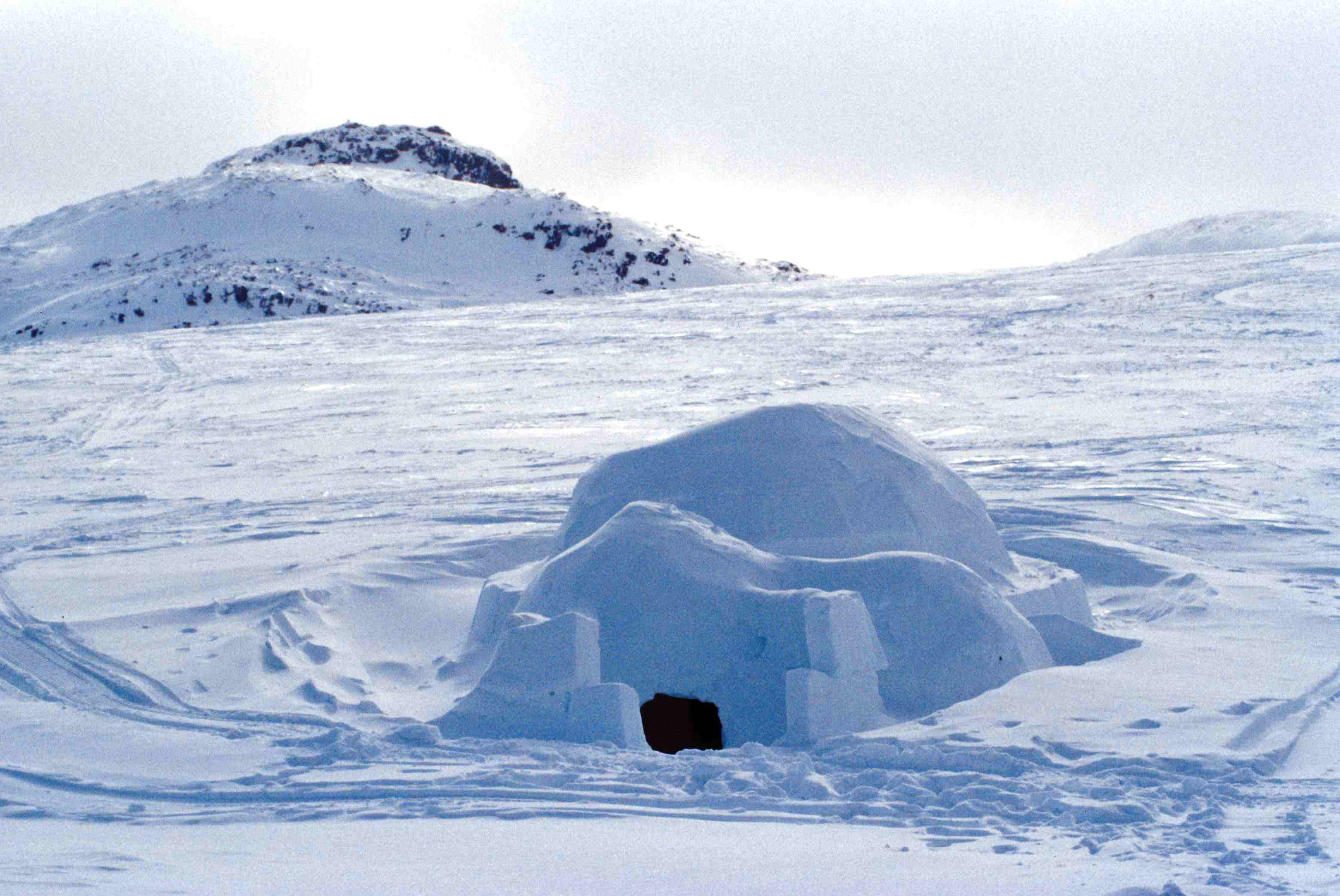

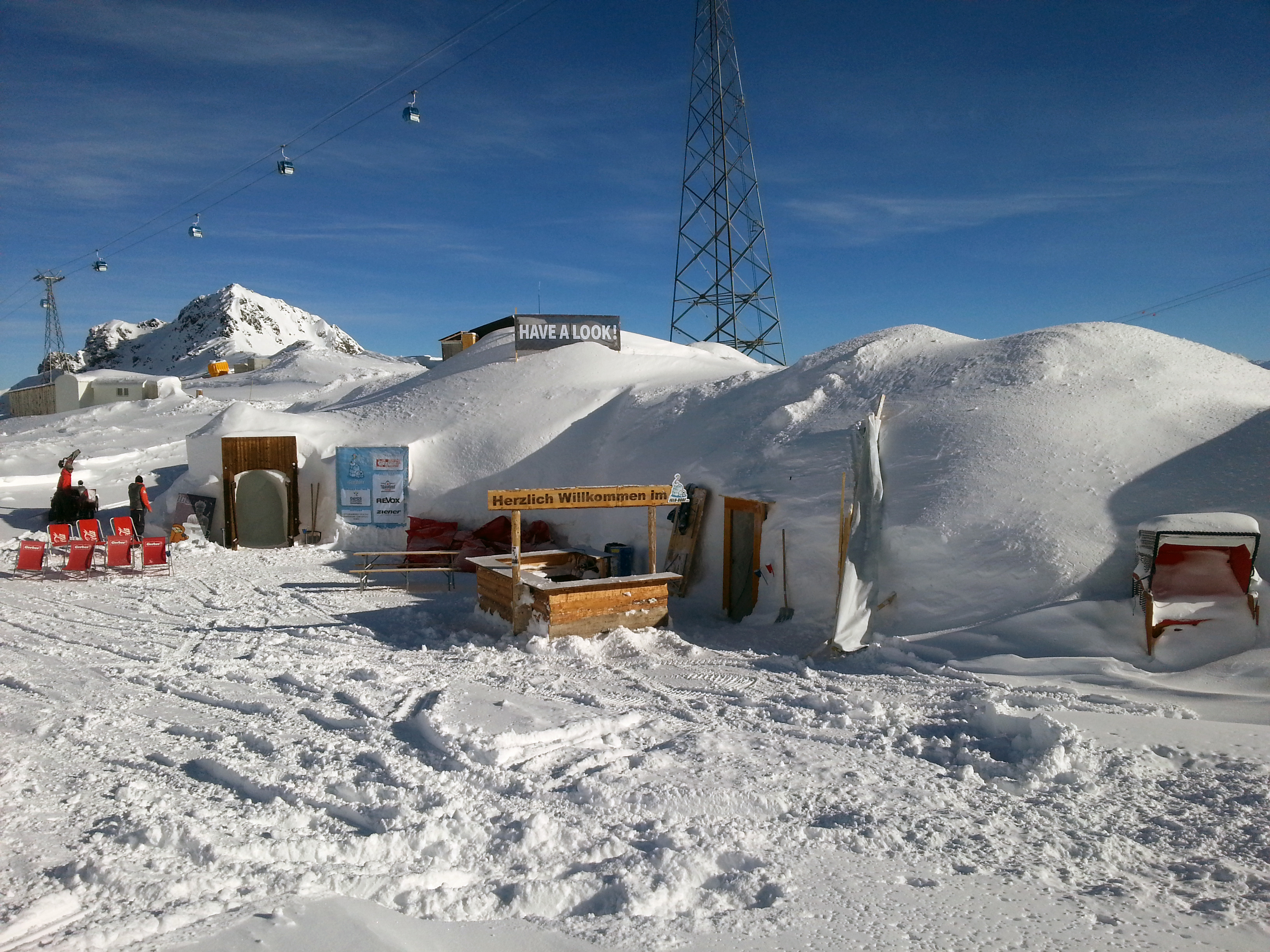